# Bezirksklasse Magdeburg-Anhalt 1933/34
De Bezirksklasse Magdeburg-Anhalt 1933/34 was het eerste voetbalkampioenschap van de Bezirksklasse Magdeburg-Anhalt. De Gauliga werd in 1933 in het leven geroepen als nieuwe hoogste klasse in het Duitse voetbal en had zestien regionale onderverdelingen. De Gauliga Mitte was een van de twee opvolgers van de Midden-Duitse voetbalbond en had drie onderverdelingen in de tweede klasse. Deze drie competities hadden samen nog eens 15 Kreisklassen onder zich, die de derde klasse vormden. Cricket-Viktoria Magdeburg werd de eerste kampioen en kon via de promotie-eindronde ook promotie afdwingen naar de Gauliga.

## Samenstelling
De samenstelling van de Bezirksklasse Magdeburg-Anhalt kwam als volgt tot stand. Bijna alle clubs speelden voordien in competities van de Midden-Duitse voetbalbond.
- Plaats 4-7 van de Midden-Elbecompetitie 1932/33:
  - VfB 1906 Schönebeck
  - Magdeburger SC Germania 1898 (fuseerde op 1 januari 1934 met VfL Jahn Magdeburg en nam de naam SC Germania-Jahn aan.
  - FuCC Cricket-Viktoria 1897
  - SV Staßfurt 09
- Plaats 1–4 van de Anhaltse competitie 1932/33:
  - SV Viktoria 03 Zerbst
  - SV Dessau 05
  - SV 07 Bernburg dat vijfde geëindigd was kreeg de voorkeur op SV Wacker Bernburg dat derde geworden was.
  - Dessauer SV 98
- Plaats 1-2 competitie van Harz 1932/33:
  - FC Germania Halberstadt 1900
  - VfL Germania 1910 Wernigerode
- Kampioen Altmarkse competitie 1932/33:
  - FC Viktoria 09 Stendal
- Uit geografische overwegingen uit de competitie van Zuidhannover-Braunschweig 1932/33:
  - SV 1911 Hötensleben

## Eindstand
| Plaats | Club                            | Wed. | Saldo | Ptn.  |
| ------ | ------------------------------- | ---- | ----- | ----- |
| 1.     | FuCC Cricket-Viktoria Magdeburg | 22   | 69:48 | 28:16 |
| 2.     | SV Viktoria 03 Zerbst           | 22   | 73:63 | 28:16 |
| 3.     | SV Dessau 05                    | 22   | 72:55 | 27:17 |
| 4.     | VfB 1906 Schönebeck             | 22   | 74:72 | 27:17 |
| 5.     | FC Viktoria 09 Stendal          | 22   | 60:61 | 25:19 |
| 6.     | FC Germania Halberstadt         | 22   | 67:55 | 22:22 |
| 7.     | SV 09 Staßfurt                  | 22   | 66:54 | 21:23 |
| 8.     | SV 1911 Hötensleben             | 22   | 62:73 | 21:23 |
| 9.     | SV 07 Bernburg                  | 22   | 65:61 | 19:23 |
| 10.    | VfL Germania Wernigerode        | 22   | 68:80 | 16:28 |
| 11.    | SC Germania-Jahn Magdeburg      | 22   | 54:77 | 15:29 |
| 12.    | Dessauer SV 98                  | 22   | 38:70 | 14:30 |

|  | Kampioen, deelname promotie-eindronde                                      |
|  | Wisselt voor volgend seizoen naar de Bezirksklasse Braunschweig-Hildesheim |
|  | Degradatie naar 1. Kreisklasse                                             |

## Promotie-eindronde
De vier kampioenen van de 1. Kreisklasse namen het tegen elkaar op, de top twee promoveerde.
| Plaats | Club                   | Wed. | Saldo | Ptn. |
| ------ | ---------------------- | ---- | ----- | ---- |
| 1.     | Magdeburger SC 1900    | 3    | 6:2   | 4:2  |
| 2.     | Saxonia 07 Tangermünde | 3    | 10:4  | 4:2  |
| 3.     | SpVgg 04 Thale         | 3    | 4:6   | 2:4  |
| 4.     | SV Wacker Bernburg     | 3    | 4:12  | 2:4  |

|  | Promotie naar Bezirksklasse Magdeburg-Anhalt 1934/35 |